# Insider Inc.
Insider Inc., llamada originalmente Business Insider Inc., es una compañía estadounidense de medios digitales, cuyo propietario es el grupo editorial alemán Axel Springer SE. Es conocida principalmente por publicar el sitio web de noticias financieras Business Insider.

## Sitios web

### Business InsideryTech Insider
Business Insider es la publicación original de Insider Inc., que se enfoca en noticias financieras y empresariales. El sitio web Tech Insider comenzó originalmente como un sitio web independiente enfocado en noticias sobre tecnología en 2015, pero eventualmente incorporó una sección de Business Insider.

### Insider
En 2015, Business Insider empezó a establecer la presencia en redes sociales, como Twitter y Facebook, de Insider, su próximo sitio de noticias similar a BuzzFeed. El sitio web Insider.com se lanzó en mayo de 2016 y se enfonca en artículos sobre estilo de vida.

### Markets Insider
En octubre de 2016, Business Insider inició Markets Insider, un servicio de noticias y datos de mercados globales. Los datos son proporcionados por el portal financiero alemán Finanzen.net.